# ولادیمیر ملانین
ولادیمیر ملانین (روسی: Владимир Михайлович Меланьин؛ ۱ دسامبر ۱۹۳۳ – ۱۰ اوت ۱۹۹۴) ورزشکار دوگانه اهل اتحاد جماهیر شوروی سوسیالیستی بود.